# Жак, Жан-Мишель
Жан-Мишель Жак (фр. Jean-Michel Jacques, род. 29 февраля 1968, Мец) — французский политик, депутат Национального собрания Франции.

## Биография
Родился 29 февраля 1968 года в Меце (департамент Мозель). Вырос в городе Агонданже, находившемся в центре крупного сталелитейного и горнодобывающего региона.
В 1986 году в возрасте 18 лет поступил на службу в Национальный военно-морской флот. Получив образование военного санитара, он поступил в школу морских стрелков в Лорьяне, где сдал отборочные экзамены и был зачислен в отряд морские коммандос. В общей сложности прослужил более 23 лет в Военно-Морском флоте страны, 17 из которых – в специальных войсках: комманде Жобер, комманде Трепель и отряде по борьбе с терроризмом и освобождению заложников (ECTLO).
После увольнения с военной службы с 2011 по 2014 годы обучал оказанию неотложной медицинской помощи в Институте подготовки медицинских работников в Лорьяне.
Впервые вступил в политику на муниципальных выборах 2014 года в коммуне Брандерьон. Он возглавил смешанный список, объединяющий левых и правых, который победил в первом туре с 69,74 % голосов. После этого он был избран мэром Брандерьона и стал избранным советником в агломерации Лорьян.
С началом президентской кампании Эмманюэля Макрона в 2017 году объявил о его поддержке. На выборах в Национальное собрание в 2017 году он был выдвинут движением «Вперёд, Республика!» кандидатом по шестому избирательному округу департамента Морбиан. Во втором туре получил 54,7 % голосов и был избран депутатом Национального собрания. В Национальном собрании он вошел в парламентскую группу «Вперёд, Республика!»  и был избран заместителем председателя Комиссии по национальной обороне и вооруженным силам. После избрания депутатом ушел в отставку с постов мэра Брандерьона и советника агломерации Лорьян, оставшись в муниципальном совете Брандерьона до выборов 2020 года.
В январе 2019 года в контексте Движения жёлтых жилетов был определён представителем региона Бретань на больших национальных дебатах. В июне 2019 года он стал членом Национальной комиссии партии «Вперёд, Республика!» по выдвижению кандидатов на муниципальных выборах 2020 года. На выборах в Национальное собрание в 2022 году вновь баллотировался в шестом округе департамента Морбиан от президентского большинства и сохранил мандат депутата, набрав во втором туре 54,8 % голосов.

## Занимаемые должности
23.03.2014 — 11.07.2017 — мэр коммуны Брандерьон 
 
12.07.2017 — 15.03.2020 — член муниципального совета коммуны Брандерьон 
 
с 21.06.2017 — депутат Национального собрания Франции от 6-го избирательного округа департамента Морбиан